# Milan Rimanovský
Milan Rimanovský (* 11. července 1966 Nitra) je bývalý slovenský fotbalista, útočník.

## Fotbalová kariéra
V československé lize hrál za Plastiku Nitra. V československé lize nastoupil v 5 utkáních. Ve slovenské lize hrál za DAC Dunajská Streda a FK Prievidza, nastoupil v 94 utkáních a dal 25 gólů.

## Ligová bilance
| Ročník                                   | Zápasy | Góly | Klub                |
| ---------------------------------------- | ------ | ---- | ------------------- |
| 1. československá fotbalová liga 1987/88 | 5      | 0    | Plastika Nitra      |
| Corgoň liga 1994/95                      | 16     | 2    | DAC Dunajská Streda |
| Corgoň liga 1995/96                      | 28     | 10   | DAC Dunajská Streda |
| Corgoň liga 1997/98                      | 27     | 7    | FK Prievidza        |
| Corgoň liga 1997/98                      | 23     | 6    | FK Prievidza        |
| LIGA CELKEM                              | 99     | 25   |                     |